# Liste der Biografien/Daq
Liste der Biografien |
Portal Biografien |
Personensuche
# |
A |
B |
C |
D |
E |
F |
G |
H |
I |
J |
K |
L |
M |
N |
O |
P |
Q |
R |
S |
T |
U |
V |
W |
X |
Y |
Z |
?
 
Da |
Db |
Dc |
Dd |
De |
Dg |
Dh |
Di |
Dj |
Dk |
Dl |
Dm |
Dn |
Do |
Dq |
Dr |
Ds |
Du |
Dv |
Dw |
Dy |
Dz
 
Daa |
Dab |
Dac |
Dad |
Dae |
Daf |
Dag |
Dah |
Dai |
Daj |
Dak |
Dal |
Dam |
Dan |
Dao |
Dap |
Daq |
Dar |
Das |
Dat |
Dau |
Dav |
Daw |
Dax |
Day |
Daz
Die Liste der Biografien führt alle Personen auf, die in der deutschsprachigen Wikipedia einen Artikel haben. Dieses ist eine Teilliste mit 8 Einträgen von Personen, deren Namen mit den Buchstaben „Daq“ beginnt.

## Daq

### Daqi
- Daqīqī, neupersischer Dichter

### Daqu
- D’Aquila, Salvatore (1878–1928), sizilianischer Mafioso
- Daquin, Louis (1908–1980), französischer Filmregisseur und Drehbuchautor
- Daquin, Louis-Claude (1694–1772), französischer Komponist des Barock
- D’Aquino, Andrea (* 1979), italienischer Triathlet
- D’Aquino, Iva Ikuko Toguri (1916–2006), US-amerikanische HörfunkmoderatorinIva Ikuko Toguri D’Aquino (1916–2006)

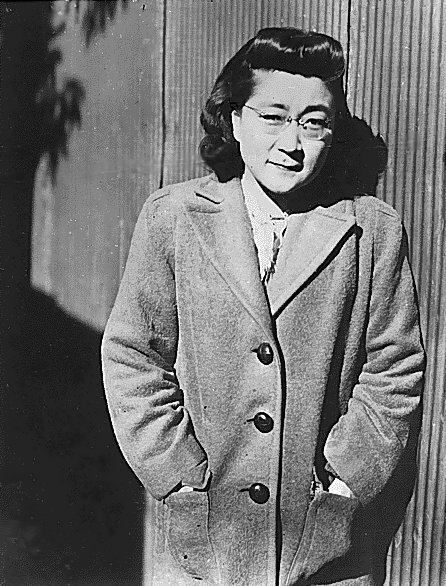
Iva Ikuko Toguri D’Aquino (1916–2006)

- D’Aquino, Tony (* 1973), australischer Regisseur und Drehbuchautor
- D’Aquino, Tosca (* 1966), italienische Schauspielerin